# Élections législatives de 1988 dans l'Isère
Les élections législatives françaises de 1988 se déroulent les 5 et 12 juin 2012 Dans le département de l'Isère, neuf députés sont à élire dans le cadre de neuf circonscriptions.

## Élus
| Circonscription | Député sortant        | Parti                 | Parti                 | Député élu ou réélu  | Parti | Parti    |
| --------------- | --------------------- | --------------------- | --------------------- | -------------------- | ----- | -------- |
| 1re             | Scrutin proportionnel | Scrutin proportionnel | Scrutin proportionnel | Alain Carignon       |       | RPR      |
| 2e              | Scrutin proportionnel | Scrutin proportionnel | Scrutin proportionnel | Jean-Pierre Luppi    |       | PS       |
| 3e              | Scrutin proportionnel | Scrutin proportionnel | Scrutin proportionnel | Michel Destot        |       | PS       |
| 4e              | Scrutin proportionnel | Scrutin proportionnel | Scrutin proportionnel | Didier Migaud        |       | PS       |
| 5e              | Scrutin proportionnel | Scrutin proportionnel | Scrutin proportionnel | Edwige Avice         |       | PS       |
| 6e              | Scrutin proportionnel | Scrutin proportionnel | Scrutin proportionnel | Alain Moyne-Bressand |       | UDF (PR) |
| 7e              | Scrutin proportionnel | Scrutin proportionnel | Scrutin proportionnel | Georges Colombier    |       | UDF (PR) |
| 8e              | Scrutin proportionnel | Scrutin proportionnel | Scrutin proportionnel | Louis Mermaz         |       | PS       |
| 9e              | Scrutin proportionnel | Scrutin proportionnel | Scrutin proportionnel | Yves Pillet          |       | PS       |

## Positionnement des partis
L'UDF et le RPR se présentent unis sous l'étiquette « Union du Rassemblement et du Centre » tandis que les candidats du Parti socialiste se rangent sous la bannière de la « Majorité présidentielle pour la France unie », slogan de la campagne présidentielle de François Mitterrand.

## Résultats

### Résultats à l'échelle du département
| Parti          | Parti                               | Premier tour | Premier tour | Second tour | Second tour | Sièges |
| Parti          | Parti                               | Voix         | %            | Voix        | %           | Sièges |
| -------------- | ----------------------------------- | ------------ | ------------ | ----------- | ----------- | ------ |
|                | Union pour la démocratie française  | 85 110       | 21,83        | 118 290     | 31,81       | 2      |
|                | Rassemblement pour la République    | 66 934       | 17,17        | 57 837      | 15,55       | 1      |
|                | Divers droite                       | 248          | 0,06         |             |             | 0      |
|                | Union du Rassemblement et du Centre | 152 292      | 39,06        | 176 127     | 47,36       | 3      |
|                |                                     |              |              |             |             |        |
|                | Parti socialiste                    | 128 148      | 32,87        | 195 752     | 52,64       | 6      |
|                | Mouvement des radicaux de gauche    | 13 901       | 3,57         |             |             | 0      |
|                | Divers gauche (Maj. prés.)          | 327          | 0,08         | 0           |             |        |
|                | La France unie                      | 142 376      | 36,52        | 195 752     | 52,64       | 6      |
|                |                                     |              |              |             |             |        |
|                | Parti communiste français           | 46 553       | 11,94        | Retrait     | Retrait     | 0      |
|                | Front national                      | 39 805       | 10,21        |             |             | 0      |
|                | Extrême gauche dont LCR             | 6 266        | 1,61         | 0           |             |        |
|                | Les Verts                           | 2 499        | 0,64         | 0           |             |        |
|                | Extrême droite                      | 98           | 0,03         | 0           |             |        |
|                |                                     |              |              |             |             |        |
| Inscrits       | Inscrits                            | 614 232      | 100,00       | 542 161     | 100,00      | 9      |
| Abstentions    | Abstentions                         | 218 032      | 35,5         | 160 835     | 29,67       |        |
| Votants        | Votants                             | 396 200      | 64,5         | 381 326     | 70,33       |        |
| Blancs et nuls | Blancs et nuls                      | 6 311        | 1,59         | 9 447       | 2,48        |        |
| Exprimés       | Exprimés                            | 389 889      | 98,41        | 371 879     | 97,52       |        |

### Résultats par circonscription

#### Première circonscription (Grenoble - Meylan)
|                | Alain Carignon sortant réélu | RPR (URC)      | 25 096 | 53,05  |  |  |  |
|                | Liliane Billeres             | MRG (PS)       | 13 901 | 29,38  |  |  |  |
|                | Bernard de Saint Marc        | FN             | 3 395  | 7,17   |  |  |  |
|                | Geneviève Jonot              | Les Verts      | 2 499  | 5,28   |  |  |  |
|                | Patrick Cortey               | PCF            | 2 319  | 4,90   |  |  |  |
|                | Isabelle Damerose            | Extrême droite | 98     | 0,21   |  |  |  |
|                |                              |                |        |        |  |  |  |
| Inscrits       | Inscrits                     | Inscrits       | 71 459 | 100,00 |  |  |  |
| Abstentions    | Abstentions                  | Abstentions    | 23 818 | 33,33  |  |  |  |
| Votants        | Votants                      | Votants        | 47 641 | 66,67  |  |  |  |
| Blancs et nuls | Blancs et nuls               | Blancs et nuls | 333    | 0,7    |  |  |  |
| Exprimés       | Exprimés                     | Exprimés       | 47 308 | 99,3   |  |  |  |

#### Deuxième circonscription (Saint-Martin-d'Hères)
| Candidat       | Candidat              | Parti           | Premier tour | Premier tour | Second tour | Second tour |  |
| Candidat       | Candidat              | Parti           | Voix         | %            | Voix        | %           |  |
| -------------- | --------------------- | --------------- | ------------ | ------------ | ----------- | ----------- |  |
|                | Jean-Pierre Luppi élu | PS              | 14 933       | 39,19        | 24 933      | 62,74       |  |
|                | Yves Machefaux        | UDF (Rad) (URC) | 9 798        | 25,67        | 14 440      | 37,25       |  |
|                | Jean Giard sortant    | PCF             | 8 859        | 23,21        | Retrait     | Retrait     |  |
|                | Michel d'Ornano       | FN              | 4 584        | 12,00        |             |             |  |
|                |                       |                 |              |              |             |             |  |
| Inscrits       | Inscrits              | Inscrits        | 61 806       | 100,00       | 61 198      | 100,00      |  |
| Abstentions    | Abstentions           | Abstentions     | 22 903       | 37,06        | 20 518      | 33,53       |  |
| Votants        | Votants               | Votants         | 38 903       | 62,94        | 40 680      | 66,47       |  |
| Blancs et nuls | Blancs et nuls        | Blancs et nuls  | 729          | 1,87         | 1 307       | 3,21        |  |
| Exprimés       | Exprimés              | Exprimés        | 38 174       | 98,13        | 39 373      | 96,79       |  |

#### Troisième circonscription (Grenoble - Fontaine)
| Candidat       | Candidat          | Parti          | Premier tour | Premier tour | Second tour | Second tour |  |
| Candidat       | Candidat          | Parti          | Voix         | %            | Voix        | %           |  |
| -------------- | ----------------- | -------------- | ------------ | ------------ | ----------- | ----------- |  |
|                | Michel Destot élu | PS             | 13 041       | 41,11        | 19 636      | 59,1        |  |
|                | Richard Cazenave  | RPR (URC)      | 10 007       | 31,54        | 13 587      | 40,9        |  |
|                | Yannick Boulard   | PCF            | 3 126        | 13,01        |             |             |  |
|                | Jean Sahuc        | FN             | 3 109        | 9,8          |             |             |  |
|                | Roseline Vachetta | LCR            | 1 113        | 3,51         |             |             |  |
|                | Georges Elisée    | Divers gauche  | 327          | 1,03         |             |             |  |
|                | Georges Dupont    | Divers droite  | 0            | 0            |             |             |  |
|                |                   |                |              |              |             |             |  |
| Inscrits       | Inscrits          | Inscrits       | 52 141       | 100,00       | 52 143      | 100,00      |  |
| Abstentions    | Abstentions       | Abstentions    | 20 001       | 38,36        | 18 247      | 34,99       |  |
| Votants        | Votants           | Votants        | 32 140       | 61,64        | 33 896      | 65,01       |  |
| Blancs et nuls | Blancs et nuls    | Blancs et nuls | 417          | 1,3          | 673         | 1,99        |  |
| Exprimés       | Exprimés          | Exprimés       | 31 723       | 98,7         | 33 223      | 98,01       |  |

#### Quatrième circonscription (Fontaine - Sassenage)
| Candidat       | Candidat           | Parti          | Premier tour | Premier tour | Second tour | Second tour |  |
| Candidat       | Candidat           | Parti          | Voix         | %            | Voix        | %           |  |
| -------------- | ------------------ | -------------- | ------------ | ------------ | ----------- | ----------- |  |
|                | Didier Migaud élu  | PS             | 15 058       | 35,32        | 25 315      | 54,32       |  |
|                | Jean-Guy Cupillard | RPR (URC)      | 14 941       | 35,05        | 21 387      | 45,68       |  |
|                | Michel Couëtoux    | PCF            | 3 126        | 13,01        |             |             |  |
|                | Jackie Machu       | FN             | 3 874        | 9,09         |             |             |  |
|                | Maurice Puissat    | diss. PS       | 2 533        | 5,94         |             |             |  |
|                |                    |                |              |              |             |             |  |
| Inscrits       | Inscrits           | Inscrits       | 68 074       | 100,00       | 68 063      | 100,00      |  |
| Abstentions    | Abstentions        | Abstentions    | 24 755       | 36,36        | 20 491      | 30,11       |  |
| Votants        | Votants            | Votants        | 43 319       | 63,64        | 47 572      | 69,89       |  |
| Blancs et nuls | Blancs et nuls     | Blancs et nuls | 687          | 1,59         | 970         | 2,04        |  |
| Exprimés       | Exprimés           | Exprimés       | 42 632       | 98,41        | 46 602      | 97,96       |  |

#### Cinquième circonscription (Saint-Égrève)
| Candidat       | Candidat                    | Parti          | Premier tour | Premier tour | Second tour | Second tour |  |
| Candidat       | Candidat                    | Parti          | Voix         | %            | Voix        | %           |  |
| -------------- | --------------------------- | -------------- | ------------ | ------------ | ----------- | ----------- |  |
|                | Philippe Langenieux-Villard | RPR (URC)      | 16 890       | 39,8         | 22 963      | 48,67       |  |
|                | Edwige Avice élue           | PS             | 16 873       | 39,76        | 24 218      | 51,33       |  |
|                | Gabriel Soto                | PCF            | 4 961        | 11,69        |             |             |  |
|                | Georges Girard              | FN             | 3 715        | 8,75         |             |             |  |
|                |                             |                |              |              |             |             |  |
| Inscrits       | Inscrits                    | Inscrits       | 65 807       | 100,00       | 65 805      | 100,00      |  |
| Abstentions    | Abstentions                 | Abstentions    | 22 670       | 34,45        | 17 804      | 27,06       |  |
| Votants        | Votants                     | Votants        | 43 137       | 65,55        | 48 001      | 72,94       |  |
| Blancs et nuls | Blancs et nuls              | Blancs et nuls | 698          | 1,62         | 820         | 1,71        |  |
| Exprimés       | Exprimés                    | Exprimés       | 42 439       | 98,38        | 47 181      | 98,29       |  |

#### Sixième circonscription (Bourgoin - Morestel)
| Candidat       | Candidat                           | Parti          | Premier tour | Premier tour | Second tour | Second tour |  |
| Candidat       | Candidat                           | Parti          | Voix         | %            | Voix        | %           |  |
| -------------- | ---------------------------------- | -------------- | ------------ | ------------ | ----------- | ----------- |  |
|                | Alain Moyne-Bressand sortant réélu | UDF (PR) (URC) | 20 240       | 42,28        | 27 515      | 51,76       |  |
|                | Jean Bourdier                      | PS             | 17 959       | 37,51        | 25 641      | 48,24       |  |
|                | Pierre Forestier                   | FN             | 5 517        | 11,52        |             |             |  |
|                | Marie-France Blanc                 | PCF            | 3 913        | 8,17         |             |             |  |
|                | Guy Vial-Voiron                    | Divers droite  | 243          | 0,51         |             |             |  |
|                |                                    |                |              |              |             |             |  |
| Inscrits       | Inscrits                           | Inscrits       | 76 124       | 100,00       | 76 120      | 100,00      |  |
| Abstentions    | Abstentions                        | Abstentions    | 27 601       | 36,26        | 22 006      | 28,91       |  |
| Votants        | Votants                            | Votants        | 48 523       | 63,74        | 54 114      | 71,09       |  |
| Blancs et nuls | Blancs et nuls                     | Blancs et nuls | 651          | 1,34         | 958         | 1,77        |  |
| Exprimés       | Exprimés                           | Exprimés       | 47 872       | 98,66        | 53 156      | 98,23       |  |

#### Septième circonscription (Bourgoin - La Verpillière)
| Candidat       | Candidat                        | Parti          | Premier tour | Premier tour | Second tour | Second tour |  |
| Candidat       | Candidat                        | Parti          | Voix         | %            | Voix        | %           |  |
| -------------- | ------------------------------- | -------------- | ------------ | ------------ | ----------- | ----------- |  |
|                | Georges Colombier sortant réélu | UDF (PR) (URC) | 20 424       | 45,79        | 27 669      | 56,07       |  |
|                | Christian Nucci sortant         | PS             | 14 864       | 33,32        | 21 680      | 43,93       |  |
|                | Boris Chesser                   | FN             | 4 576        | 10,26        |             |             |  |
|                | Michel Rival                    | PCF            | 3 300        | 7,4          |             |             |  |
|                | Patrick Juillerat               | Extrême gauche | 1 440        | 3,23         |             |             |  |
|                | Paul Ribeaud                    | Divers droite  | 0            | 0            |             |             |  |
|                |                                 |                |              |              |             |             |  |
| Inscrits       | Inscrits                        | Inscrits       | 71 069       | 100,00       | 71 064      | 100,00      |  |
| Abstentions    | Abstentions                     | Abstentions    | 25 402       | 35,74        | 20 197      | 28,42       |  |
| Votants        | Votants                         | Votants        | 45 667       | 64,26        | 50 867      | 71,58       |  |
| Blancs et nuls | Blancs et nuls                  | Blancs et nuls | 1 063        | 2,33         | 1 518       | 2,98        |  |
| Exprimés       | Exprimés                        | Exprimés       | 44 604       | 97,67        | 49 349      | 97,02       |  |

#### Huitième circonscription (Vienne)
| Candidat       | Candidat                   | Parti          | Premier tour | Premier tour | Second tour | Second tour |  |
| Candidat       | Candidat                   | Parti          | Voix         | %            | Voix        | %           |  |
| -------------- | -------------------------- | -------------- | ------------ | ------------ | ----------- | ----------- |  |
|                | Louis Mermaz sortant réélu | PS             | 20 905       | 40,85        | 29 911      | 54,62       |  |
|                | Jacques Remiller           | UDF (PR) (URC) | 16 840       | 32,91        | 24 850      | 45,38       |  |
|                | Henry Despres              | FN             | 6 407        | 12,52        |             |             |  |
|                | Maurice Poirier            | PCF            | 5 842        | 11,42        |             |             |  |
|                | Jean Manin                 | Extrême gauche | 1 180        | 2,31         |             |             |  |
|                |                            |                |              |              |             |             |  |
| Inscrits       | Inscrits                   | Inscrits       | 79 921       | 100,00       | 79 935      | 100,00      |  |
| Abstentions    | Abstentions                | Abstentions    | 27 770       | 34,75        | 23 433      | 29,32       |  |
| Votants        | Votants                    | Votants        | 52 151       | 65,25        | 56 502      | 70,68       |  |
| Blancs et nuls | Blancs et nuls             | Blancs et nuls | 977          | 1,87         | 1 741       | 3,08        |  |
| Exprimés       | Exprimés                   | Exprimés       | 51 174       | 98,13        | 54 761      | 96,92       |  |

#### Neuvième circonscription (Voiron)
| Candidat       | Candidat               | Parti          | Premier tour | Premier tour | Second tour | Second tour |  |
| Candidat       | Candidat               | Parti          | Voix         | %            | Voix        | %           |  |
| -------------- | ---------------------- | -------------- | ------------ | ------------ | ----------- | ----------- |  |
|                | Michel Hannoun sortant | RPR (URC)      | 17 808       | 40,51        | 23 816      | 49,38       |  |
|                | Yves Pillet élu        | PS             | 14 515       | 33,02        | 24 418      | 50,62       |  |
|                | Robert Veyret          | PCF            | 7 007        | 15,94        |             |             |  |
|                | Hugues Petit           | FN             | 4 628        | 10,53        |             |             |  |
|                | Thérèse Tronquoy       | Divers droite  | 5            | 0,01         |             |             |  |
|                |                        |                |              |              |             |             |  |
| Inscrits       | Inscrits               | Inscrits       | 67 831       | 100,00       | 67 833      | 100,00      |  |
| Abstentions    | Abstentions            | Abstentions    | 23 112       | 34,07        | 18 139      | 26,74       |  |
| Votants        | Votants                | Votants        | 44 719       | 65,93        | 49 694      | 73,26       |  |
| Blancs et nuls | Blancs et nuls         | Blancs et nuls | 756          | 1,69         | 1 460       | 2,94        |  |
| Exprimés       | Exprimés               | Exprimés       | 43 963       | 98,31        | 48 234      | 97,06       |  |